# Xiuladora de les Filipines
La xiuladora de les Filipines (Pachycephala philippinensis) és un ocell de la família dels paquicefàlids (Pachycephalidae).

## Hàbitat i distribució
Habita els boscos de les illes Filipines de Calayan, Camiguin, Luzon, Catanduanes, Samar, Leyte, Bohol, Dinagat, Siquijor, Mindanao i Basilan.